# Kereidi
Kereidi ali Kereiti (mongolsko: Кэрэйд, Kereid) so bili skupina nomadskih plemen, ki so živela v srednji Mongoliji pred vzponom Mongolskega cesarstva. Njihovo ozemlje je ležalo med rekama Onon in Kerulen, vzhodno od ozemlja Najmanov.
Kereide različni viri prištevajo med Mongole ali Turke, čeprav je iz imen njihovih vladarjev razvidno, da so govorili predvsem turški jezik. Bili so nekakšna plemenska zveza in so imeli tako mongolske kot turške prednike. Njihova nedvoumna razvrstitev je zato precej težavna.

## Nestorijanstvo
Kereidi so se na začetku 11. stoletja spreobrnili v nestorijanstvo. V 10. in 11. stoletju so se v celoti ali delno evangelizirali tudi Najmani in Merkiti. 
Evangelizacijo Kereidov je v 13. stoletju opisal sirski jakobitski zgodovinar Gregor Bar Hebraeus. Hebraeus pravi, da se je na začetku 11. stoletja kereidski kralj na lovu v visokogorju izgubil. Ko je izgubil še zadnje upanje na rešitev, se je pred njim prikazal svetnik in mu rekel: "Če boš verjel v Kristusa, ti bom pokazal pot domov". Kralj se je nato varno vrnil domov. Ko je kasneje srečal krščanske trgovce, se je spomnil svojega videnja in jih vprašal po njihovi veri. Trgovci so mu povedali, kaj so in mu svetovali, naj prosi metropolita v Mervu za duhovnike in diakone, ki bodo krstili njega in njegovo pleme. Po prihodu duhovnikov se je krstilo okrog 20.000 njrgovih podložnikov.
Z nestorijanskimi kereidskimi vladarji je povezana tudi legenda o Prezbitru Ivanu, ki je sicer postavljena v Indijo in Etiopijo. V nekaterih verzijah legende je Prezbiter Ivan nedvoumno istoveten s Togrilom (Vang kanom), mongolski viri pa o njegovi veri ne povedo ničesar.

## Vang kan
Kereidski kan Togril je dobil naslov Vang kan (kralj) leta 1183 od cesarja dinastije Jin (1115-1234). Togril je najbolj znan kot eden prvih Temudžinovih(Džingiskanovih) zaveznikov. Njuno zavezništvo je kasneje razpadlo in leta 1203 ga je Temudžin porazil. Togril je po bitki poskušal pobegniti k Najmanom, ti pa ga niso prepoznali in so ga pomotoma ubili. Preživeli Kereidi so se podredili Temudžinovi nadvladi, Temudžin pa jim ni zaupal in jih je zato razselil med druga mongolska plemena. 
Posamezni pripadniki plemena so kasneje uspeli priti na vplivne položaje, včasih tudi s porokami. Med njimi je bila Džingiskanova snaha, kereidska princesa Sorgaktani beki. Kar štirje njeni sinovi, med katerimi je najbolj znan Kublajkan, so postali veliki kani in ustanovitelji svojih dinastij. Poznan je tudi kereidski plemič Rinčin, ki je zaščitil kristjane, ko jih je začel preganjati Gazan kan. Rinčina je leta 1319 ubil Ilkan Abu Sa'id v boju proti njegovemu varovancu Čupanu iz plemena Tajčudov.

## Kereidi danes
Pripadniki Kereidov še živijo v pokrajinah Ordos in Baarin v Notranji Mongoliji in med ljudstvom Kalka v Mongoliji. Potomci Kereidov so tudi Kereji, eno od šestih plemen v Srednji hordi (Орта жүз) Kozakov in okrog 170.000 Kalmikov, ki živijo v Rusiji. Ustno izročilo pravi, da so potomci Kereidov tudi Torguti, ki naj bi bili potomci Vang kanovih (Togrilovih) osebnih stražarjev. Torgutov je okrog 60.000. 50.000 jih živi v kitajski avtonomni pokrajini Šindžjang-Ujgur, več kot 10.000 pa v mongolski provinci Hovd.